# 郑守根
郑守根（韩语：정수근，1977年1月20日—）是一名韩国男子棒球运动员。他在2000年悉尼夏季奥林匹克运动会中，参加了男子棒球比赛并为韩国队获得男子团体铜牌。

## 外部連結
- 郑守根在韓國職棒（打者）（英语）
- 郑守根在Baseball-Reference.com（小聯盟以及海外聯盟）（英语）
- 郑守根在Olympedia（英语）